# Nu, 1925

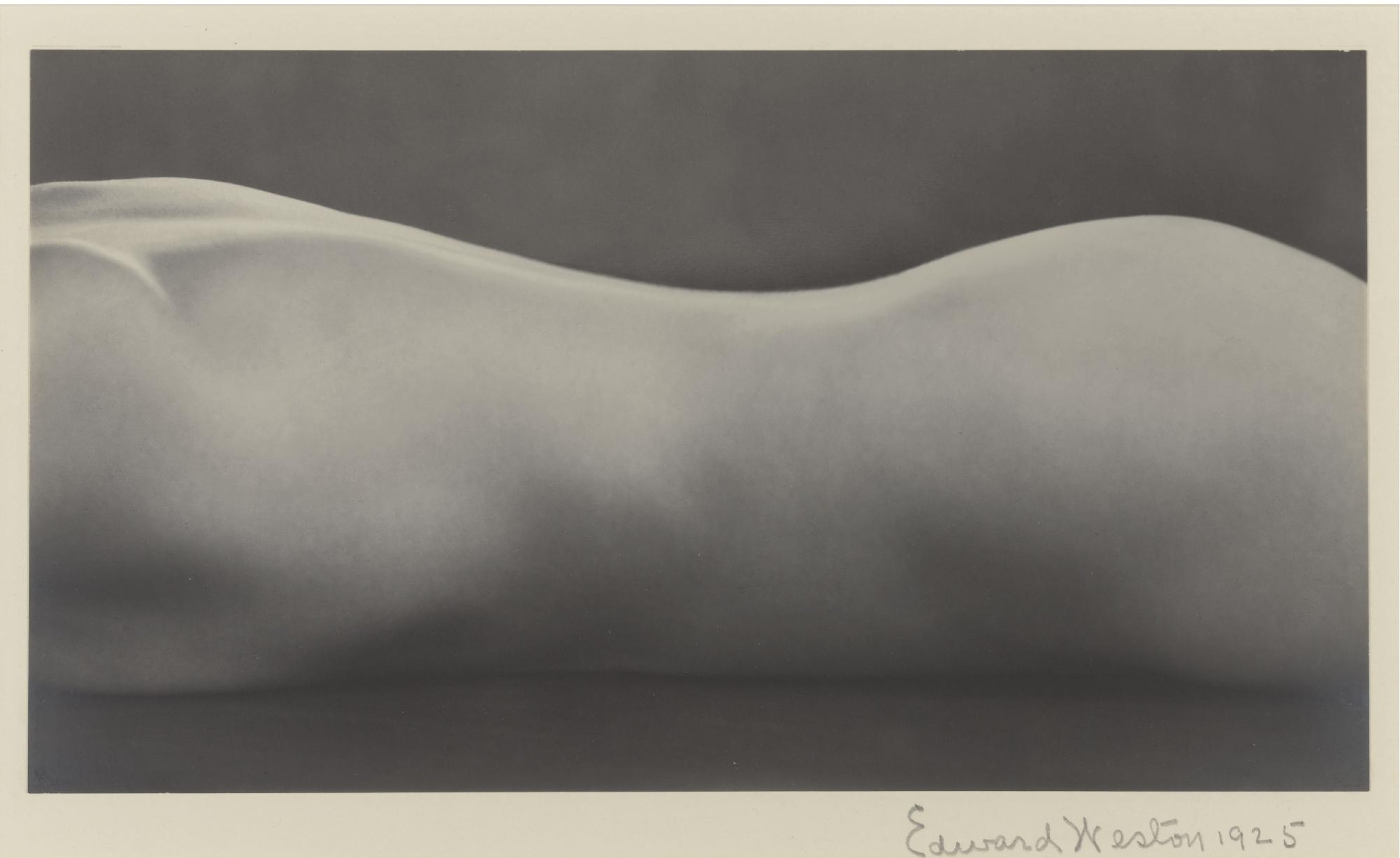
"Nu", 1925 de Edward Weston.

Nu, 1925 é uma foto em preto e branco tirada por Edward Weston em 1925. Ela detém o recorde da foto mais cara de Weston, depois de ser vendida por U$$ 1.609.000 na Sotheby's New York em 8 de abril de 2008, para Peter MacGill da Pace-MacGill Gallery. A foto fazia parte da Coleção Quillan de fotos dos séculos XIX e XX, que foi então leiloada.
A imagem retrata o corpo nu de uma mulher, deitada no chão, de que só se vê o torso, de frente. Somente as formas onduladas do corpo criam a ilusão de uma forma abstrata, semelhante a uma paisagem natural. A modelo provavelmente era Miriam Lerner, que era amante de Weston na época.
Existem três cópias conhecidas desta foto. A primeira foi leiloada em 2000 pela Sotheby's. A que foi leiloada em 2008 tem assinatura e data do artista. Uma terceira impressão desta foto está no Metropolitan Museum of Art, em Nova York.